# Гаса
Гаса (на дзонгкха: མགར་ས་རྫོང་ཁག་) е един от 20-те окръга на Бутан. Населението му е 3952 жители (по преброяване от май 2017 г.), а площта 2951 кв. км. Намира се в часова зона UTC+6. Най-високата му надморска височина е на 4500 м, а най-ниската на 1500 м.